# Pilosella nevadensis
Pilosella nevadensis là một loài thực vật có hoa trong họ Cúc. Loài này được (Arv.-Touv.) Mateo & Greuter mô tả khoa học đầu tiên năm 2007.